# David Giraldo
David Felipe Giraldo (Manizales, 14 de noviembre de 1984) es un futbolista colombiano. Actualmente juega en La Equidad.

## Clubes
| Club                          | País     | Año       |
| ----------------------------- | -------- | --------- |
| Once Caldas                   | Colombia | 2003-2004 |
| Alianza Petrolera             | Colombia | 2005      |
| Internacional de Porto Alegre | Brasil   | 2006      |
| Noroeste Bauru                | Brasil   | 2006      |
| Millonarios                   | Colombia | 2007-2008 |
| La Equidad                    | Colombia | 2008-     |

## Palmarés

### Campeonatos nacionales
| Título          | Club        | País     | Año  |
| --------------- | ----------- | -------- | ---- |
| Torneo Apertura | Once Caldas | Colombia | 2003 |
| Copa Colombia   | La Equidad  | Colombia | 2008 |

- Datos: Q5234158